# Далелвен
Далелвен (на шведски: Dalälven) е река в централната част на Швеция (провинции Даларна, Вестманланд, Йевлебори и Упсала), вливаща се в Ботническия залив на Балтийско море. Дължина 220 km (с лявата съставящя я рекя Вестердалелвен 535 km), площ на водосборния басейн 28 954 km². На шведски името буквално означава „Даларнска река“, показвайки значението ѝ за лен Даларна.

## Географска характеристика
Река Далелвен се образува на 150 m н.в., при градчето Юрос (лен Даларна) от сливането на двете съставящи я реки Йостердалелвен (лява съставяща) иВестердалелвен (дясна съставяща). До град Крюлбу (най-югоизточната част на лен Даларна) тече на югоизток предимно в тясна и дълбока долина с високи и стръмни брегове през проточните езера Бюшон (Bysjön) и Бесинген (Bäsingen). След това завива на североизток и тече по хълмиста приморска равнина през езерата Фернебуферден (Färnebofjärden, където има и национален парк), Брамсьоферден (Bramsöfjärden), Унтраферден (Untrafjärden) и Сторферден (Storfjärden). Влива се в ютозападната част на Ботническия залив на Балтийско море, при град Скутшер (лен Упсала).
Водосборният басейн на река Далелвен обхваща площ от 28 954 km² (само на Далелвен без двете съставящи я реки – 7884 km²), като малка част от него е на норвежка територия. Речната ѝ мрежа е слабо развита. На североизток, юг, югозапад и запад водосборният басейн на Далелвен граничи с водосборните басейни на реките Юснан, Ерсундаон, Колбексон, Хедстрьомен, Гьотаелвен и други по-малки, вливащи се в Балтийско море.
Основни притоци: леви – Йостердалелвен (300 km, 12 430 km²), Рун; десни – Вестердалелвен (315 km, 8640 km²).
Далелвен има предимно снежно подхранване с ясно изразено пролетно-лятно пълноводие (от април до вай) и зимно маловодие. Среден годишен отток в устието 350 m³/s. През зимата замръзва за период от 3 – 4 месеца. 

## Стопанско значение, селища
Част от водите ѝ се използват за битово и промишлено водоснабдяване. Най-долните 10 km от течението ѝ са плавателни за плиткогазещи речни съдове. Най-големите селища разположени по течението ѝ са градовете: Борленге, Хедемура, Авеста, Крюлбу, Скутшер.

## Легенда
В книгата си Чудното пътуване на Нилс Холгерсон през Швеция, Селма Лагерльоф отделя цяла глава на Далелвен и предава една легенда: Стурон (Storån, Голям поток) и Фюлюелвен (Fuluälven/Fulan) решили да се състезават. Първоначално като потоци се изказвали презрително един за друг, но при срещата си като големи реки се изказали с такова възхищение един за друг, че решили да се слеят. За да не се откажат от имената си и да приемат името на другата, двете реки решили да изберат ново име (Далелвен) и да се преименуват съответно на Йостердалелвен и Вестердалелвен.